# Al-Rabadha
Al-Rabadha és un jaciment arqueològic de l'Aràbia Saudita, a 200 km a l'est de Medina.
Fou una estació de la ruta dels pelegrins de Kufa a la Meca. El jaciment arqueològic té una superfície de 1.740 hectàrees, i s'hi han trobat alguns palaus, cases, mesquites, cisternes, i petis negocis artesanals, així com nombroses monedes d'època omeia i abbàssida, ceràmiques policromada i envernissada i objectes de vidre.